# Ekumenická teologie
Ekumenická teologie je teologickým odvětvím, jehož úkolem je zkoumat a reflektovat vztahy mezi křesťanskými denominacemi a snahy o katolicitu a ekumenickou spolupráci celé církve.
V českém prostředí se prosadil i paralelní termín teologie křesťanských tradic, který dal název i celému oboru studovanému na Evangelické teologické fakultě Univerzity Karlovy v Praze.
Samotná ekumenická teologie může překročit i hranice křesťanských konfesí. Pak hovoříme například o takzvané abrahamovské ekumeně, což je termín prosazovaný např. prof. Lubošem Kropáčkem a dalšími.